# 30 (число)
30 (тридцать) — натуральное число, расположенное между числами 29 и 31.
Оно не является простым числом, а относительно последовательности простых чисел расположено также между 29 и 31.

## Математика
- Первое сфеническое число
- Число 30 — сумма квадратов первых четырёх натуральных чисел, что делает его  квадратным пирамидальным числом[2]:

- Число 1030 называется нониллион.
- 230 = 1 073 741 824, двоичная приставка: гиби (Ги).
- Число рёбер икосаэдра и додекаэдра[3].
- 30 — праймориал числа 5[3]:

{\displaystyle 2\cdot 3\cdot 5=30.}
- Сумма вторых тетраций натуральных чисел от 1 до 30 — простое число:

{\displaystyle \sum _{n=1}^{30}{{}^{2}n}=\sum _{n=1}^{30}{n^{n}}=1^{1}+2^{2}+3^{3}+\ldots +29^{29}+30^{30}=}
{\displaystyle =208492413443704093346554910065262730566475781\in \mathbb {P} ,}
где {\displaystyle \mathbb {P} } — множество простых чисел. Число 30 — пятое и последнее известное на 1 марта 2009 года натуральное число, имеющее описанное свойство.
- Наибольшее число, обладающее тем свойством, что все ме́ньшие его и взаимно простые с ним числа, кроме единицы, являются простыми[3][7][8][9][10].
- Первое число Джуги[11] — такое составное число n, что каждый простой делитель p числа n является делителем числа n / p − 1:

2 является делителем {\displaystyle {\frac {30}{2}}-1=14,}
3 является делителем {\displaystyle {\frac {30}{3}}-1=9,}
5 является делителем {\displaystyle {\frac {30}{5}}-1=5.}
Следующие пять чисел Джуги — 858, 1722, 66 198, 2 214 408 306, 24 423 128 562.
- Минимальное число, являющееся произведением трёх различных простых чисел.
- Наибольшее натуральное число, факториал которого не содержит цифры 7 в десятичной записи.

## Календарь
Числа, связанные с григорианским календарём: 4, 7, 14, 28, 29, 30, 31, 52, 90, 91, 92, 97, 100, 365, 366, 400
- 30 — количество дней в апреле, июне, сентябре, ноябре.

По григорианскому календарю в феврале 28 дней (в високосном году 29 дней). Однако, один раз в истории в Швеции в феврале было 30 дней.
- Число 30 по месяцам: 30 января |  30 марта | 30 апреля | 30 мая | 30 июня | 30 июля | 30 августа | 30 сентября | 30 октября | 30 ноября | 30 декабря

## Наука
- Атомный номер цинка.

## Древняя символика
В еврейской культуре идея сакрального значения числа «три» переносилась и на числа, кратные трём, особенно 30, которое являлось определением значительного числа людей (Суд. 10:4 и 12:9 и др.), выражением более продолжительного срока для совершения какого-либо деяния, как, например, тридцатидневный траур по Аарону и Моисею (Чис. 20:29; Втор. 34:8), обозначением фиксированной оценки раба (30 сиклей; Исх. 21:32) .

### Гематрия
ивр. יהודה‎ — Иуда

## В других областях
- В кириллице — числовое значение буквы л (людіе).
- ASCII-код управляющего символа RS (англ. record separator).
- 30 — Код субъекта Российской Федерации Астраханской области
- Тридцать лет победы в Великой Отечественной войне 1941—1945 гг. — юбилейная медаль, учреждённая Указом Президиума Верховного Совета СССР.
- Тридцать тиранов — олигархическая коллегия из 30 человек, бывшая у власти в Древних Афинах в апреле — декабре 404 года до н. э.
- Тридцать товарищей — группа, образовавшая ядро командного состава Армии независимости Бирмы (АНБ) в период Второй мировой войны.
- По преданию, Иуда Искариот получил 30 сребреников (30 серебряных шекелей, это цена раба того времени) за предательство Иисуса.
- 30 минут — длительность одной склянки (песочных часов на флоте).
- 30 Seconds To Mars — американская рок-группа, основанная Джаредом и Шенноном Лето.
- 30 Мясо - трек 6055 и Пай

## Числа 30—39
- 30 = 2 × 3 × 5
- 31 = простое число, число Мерсенна
- 32 = 2 × 2 × 2 × 2 × 2
- 33 = 3 × 11
- 34 = 2 × 17, 4-е семиугольное число
- 35 = 5 × 7, 5-е пятиугольное число
- 36 = 2 × 2 × 3 × 3, 6-е квадратное число, 8-е треугольное число
- 37 = простое число
- 38 = 2 × 19
- 39 = 3 × 13